# Код Омега
«Код Омега» (англ. The Omega Code) — апокалиптический триллер 1999 года, снятый Робом Маркарелли по сценарию Стивена Блинна и Холлис Бартон, с Каспером Ван Дином, Майклом Йорком, Кэтрин Оксенберг и Майклом Айронсайдом в главных ролях. Премилленаристский заговор вращается вокруг плана Антихриста по захвату мира, используя информацию, скрытую в титульном библейском коде.
Независимо созданный фильм финансировался и распространялся телекомпанией Trinity Broadcasting Network, глава которой, телеевангелист Пол Крауч, написал новеллизацию сценария фильма. 15 октября 1999 года фильм был выпущен ограниченным тиражом в США и собрал 12 миллионов долларов при бюджете в 7,2 миллиона долларов, а затем был выпущен на домашнем видео компанией GoodTimes Entertainment.
В 2001 году у фильма появился сиквел под названием Вечная битва, который частично является приквелом, а также альтернативным пересказом эсхатологического сюжета первого фильма.

## Сюжет
Доктор Гиллен Лейн (Ван Дин) всемирно известный оратор по мотивации и эксперт по мифологии, который вместе с медиа магнатом и председателем Европейского союза Стоуном Александром (Йорк) борется за мир во всем мире. Когда революционный библейский код попадает в чужие руки, невидимые силы начинают искать его, в надежде найти ещё более мрачную тайну — ключ от древнего города Иерусалима. Когда доктор Гиллен попадает в ловушку коварной паутины ужаса и обмана, он оказывается в бегах, чтобы спасти все, что он любит, от безумного сумасшедшего, который может быть воплощением сатаны.

## В ролях
- Каспер Ван Дин,
- Майкл Йорк,
- Кэтрин Оксенберг
- Майкл Айронсайд
- Стив Франкен — Джеффрис

## Культурные влияния
Публичное осуждение пророками Александра как Антихриста, их немедленная смерть от рук его главного защитника и последующее воскресение из мертвых взяты из книги «Краткая повесть об Антихристе» русского богослова и философа Владимира Соловьёва. Однако, в изображении Соловьёва, пророки это три лидера из оставшихся верных Христу католиков, православных и консервативных протестантов.

## Критика
Фильм получил в целом негативные отклики. Сайт Rotten Tomatoes дал фильму рейтинг 8 %, основанный на обзорах 25 критиков, также Код Омега получил среднюю оценку 14/100 от Metacritic, основанную на 9 критических обзорах.